# Artur Schnabel
Artur Schnabel   (Lipnik, 17 d'abril de 1882 - Morschach, 15 d'agost de 1951) fou un pianista i compositor austríac.

## Biografia
Nascut com a Aaron Schnabel a Lipnik (Kunzendorf) prop de Bielsko-Biała, llavors Imperi Austrohongarès (avui part de Polònia) en una família jueva, era el petit de tres fills. Els seus pares eren Isidor Schnabel, un comerciant tèxtil, i la seva dona Ernestine Taube, de soltera Labin. Va créixer en circumstàncies modestes. De petit es va traslladar a Viena amb la seva mare i les seves dues germanes. Allà va debutar com a pianista el 1890. El nen de 12 anys es va quedar a Viena com a convidat, mentre que la seva mare i les seves germanes van tornar amb el seu pare a l'oest de Galítsia durant els tres anys següents.
Després de rebre classes de piano d'Anetta Essipoff es va convertir en alumne del seu (ex)marit Theodor Leschetizky. Va rebre lliçons gratuïtes de teoria musical i composició d'Eusebius Mandyczewski, que també li va permetre d'acompanyar-lo a l'arxiu de la Gesellschaft der Musikfreunde.Mandyczewski va permetre que el seu jove alumne participés en excursions dominicals amb Johannes Brahms, sense que aquest prestés especial atenció al nen.
El 1899, quan Schnabel tenia 17 anys, va néixer la seva filla Elizabeth Rostra a la ciutat txeca de Brno. Fruit d'una història d'amor juvenil, Elizabeth es va convertir en pianista i pedagoga de piano, es va casar amb un psicoanalista i va morir a Suïssa el 1995. El 1905, Artur Schnabel es va casar amb la professora de cant i contralt Therese Behr (1876-1959) amb qui va actuar en nombrosos recitals.El 1911 va interpretar el Triple Concert de Ludwig van Beethoven amb el violinista Karl Klingler, el violoncel·lista Arthur Williams i la Filharmònica de Berlín, fet que li va suposar un reconeixement internacional.
Schnabel va fer una estreta amistat amb Ernst Krenek, Eduard Erdmann i Hans Jürgen von der Wense. En una interpretació del Pierrot Lunaire de Schönberg va interpretar la part de piano. Immediatament després que Hitler arribés al poder el 1933, ell i la seva família van emigrar a Gran Bretanya. De 1933 a 1939 la família Schnabel va passar els estius a Tremezzo, al llac de Como, a la Villa Ginetta. També hi havia l'escola Schnabel. Aquesta era dirigida per Peter Diamond, que després es va convertir en director del Holland Festival. Artur Schnabel ensenyava els pianistes, la seva dona Therese els cantants i Szymon Goldberg, que havia estat destituït pels nazis com a concertino de la Filharmònica de Berlín, els violinistes. Aquestes classes d'estiu van comptar amb la participació d'una cinquantena d'estudiants de màster. El 1939 la família Schnabel va emigrar als Estats Units, igual que les germanes de Schnabel. Amb les simfonies que hi va escriure, Artur Schnabel va tenir una forta influència en la nova música estatunidenca, especialment en Roger Sessions.
La mare d'Artur Schnabel es va quedar a Àustria després de l'Anschluss el 1938. Va ser deportada de Viena a Theresienstadt l'agost de 1942 i va morir el 4 d'octubre de 1942 com a conseqüència de les terribles condicions del gueto.Després de la guerra, els Schnabel van tornar a Tremezzo.
Com a intèrpret, Schnabel era un defensor de la fidelitat decidida a l'obra. Es va dedicar sobretot a les composicions que, al seu parer, eren "les millors del que es poden interpretar". Va tocar gairebé exclusivament el repertori clàssic antic. Arnold Schönberg va dir en una carta a Carl Engel: "El seu punt de vista no només em sembla ximple, sinó gairebé criminal. Crec que és el primer deure d'un autèntic artista tocar música contemporània. Si tots els intèrprets s'haguessin comportat com ell, el públic encara no hauria escoltat les obres dels grans mestres.” Schnabel es va centrar en les obres de Beethoven, Schubert, Brahms, Schumann i Mozart, algunes de les quals també va editar. A la dècada de 1920 va tocar el cicle complet de sonates de Beethoven. També és considerat com el descobridor de les sonates per a piano de Schubert, que encara eren subestimades en aquell moment. Segons Schnabel, cap compositor “està més a prop de Déu que Schubert”.
Schnabel també va tenir una gran importància com a professor de piano. Entre els seus alumnes hi havia, entre molts altres, Maria Curcio, Clifford Curzon, Leon Fleisher, Claude Frank, Lili Kraus, Dinu Lipatti, Władysław Szpilman i Birger Hammer. Konrad Wolff ha publicat relats de primera mà sobre la teoria i la pràctica d'interpretació del seu professor.
Com a compositor, Schnabel va estar molt influenciat per Arnold Schönberg. El seu extens treball compositiu inclou tres simfonies, cinc quartets de corda i nombroses obres de música de cambra. El violinista i director d'orquestra estatunidenc Paul Zukofsky va ser el principal intèrpret de les obres de Schnabel. Des del 2001, la majoria d'autògrafs compositius es conserven a l'Acadèmia de les Arts de Berlín. El mateix any hi van tenir lloc una sèrie de concerts amb obres de Schnabel.
Els enregistraments de Schnabel són part integrant del repertori discogràfic. Va fer el primer enregistrament complet i estàndard de les 32 sonates per a piano de Beethoven en disc, gravades entre 1932 i 1937 per a His Master's Voice. Els seus enregistraments de Schubert també es consideren exemplars. Amb un dels seus fills, el també pianista Karl-Ulrich Schnabel (1909–2001), Schnabel també va enregistrar nombroses obres per a piano a quatre mans. El 8 de maig de 1905, Artur Schnabel va gravar quinze peces per a piano per a un Welte-Mignon, sens dubte el més antic dels seus enregistraments supervivents.

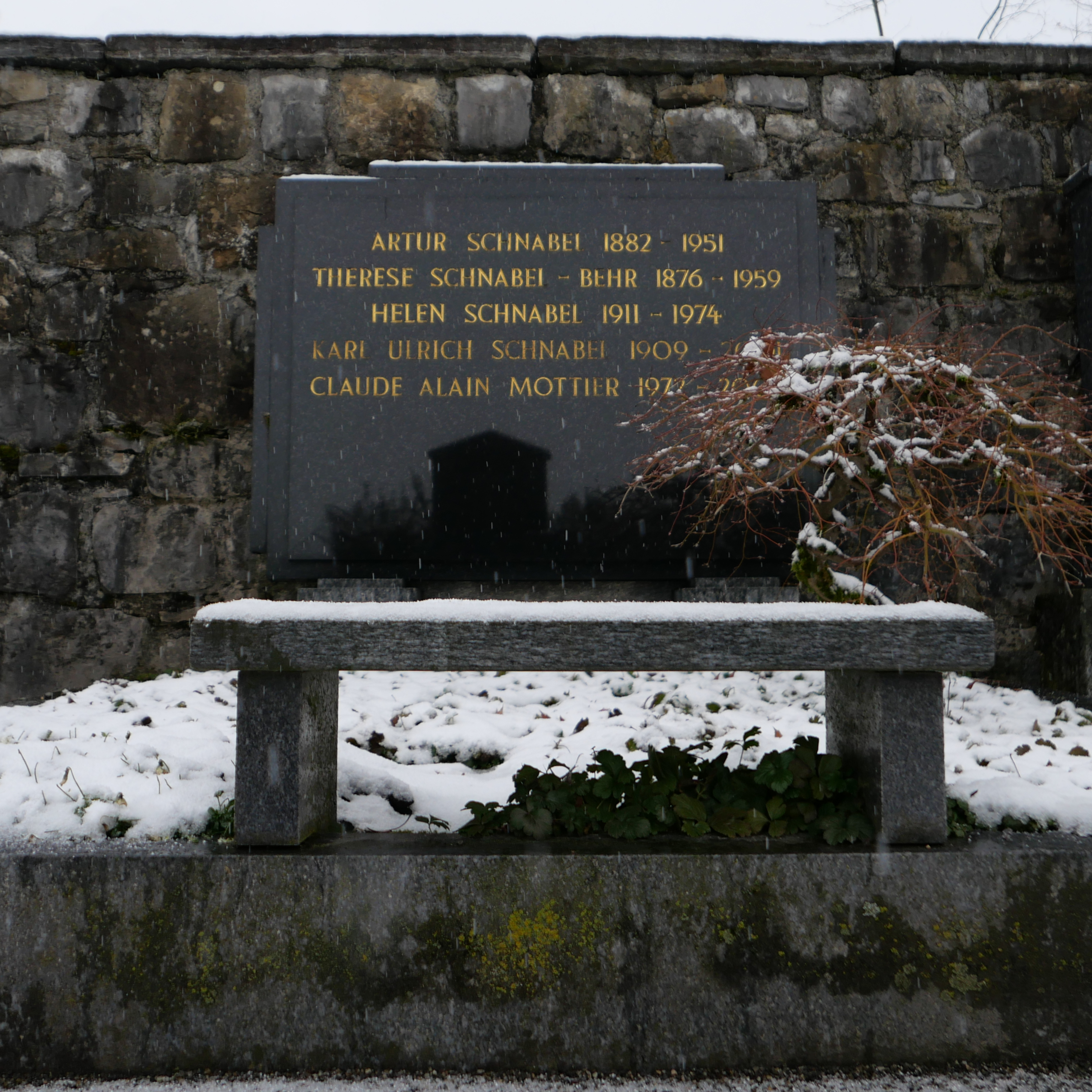
La tomba familiar al gener de 2024.

Artur Schnabel mai no va tornar a Alemanya o Àustria després de la guerra. Va continuar fent concerts a banda i banda de l'Atlàntic fins al final de la seva vida, a més de compondre i seguir enregistrant discos, encara que mai va ser molt aficionat a tot el procés d'estudi.
Va morir a Axenstein prop de Morschach, cantó de Schwyz, Suïssa, i fou enterrat a Schwyz. També van ser enterrats a la tomba la seva dona Therese, el seu fill Karl Ulrich, la seva dona Helen, de soltera Fogel (1911-1974), que era pianista dels EUA, i el seu net Claude Alain Mottier (1972-2002), que també era enterrat era un pianista i va morir en un accident de trànsit sense culpa seva. L'any 2006, el municipi de Schwyz va declarar la tomba familiar monument, la qual cosa significa que està permanentment protegida de la dissolució.
Schnabel va rebre l'orde del príncep Danilo I.

## Composicions (per ordre cronològic)
- Concert per a piano i orquestra (1899)
- Nombroses cançons primerenques per a veu i piano
- Quintet amb piano (1915/16)
- Notturno per a veu i piano, basat en un text de Richard Dehmel
- Quartet de corda núm. 1 en re menor (1917)
- Sonata per a violí sol (1919)
- Suite de dansa per a piano (1921)
- Quartet de corda núm. 2 (1921)
- Quartet de corda núm. 3 (1922)
- Sonata per a piano (1923)
- Quartet de corda núm. 4 (1930)
- Sonata per a violoncel sol (1931)
- Sonata per a violí i piano (1935)
- Trio de corda (1935)
- Rapsòdia per a orquestra
- Simfonia núm. 1 (1938)
- Quartet de corda núm. 5 (1940)
- Simfonia núm. 2 (1941–43)
- Piano Trio (1945)
- Set peces per a piano (1947)
- Simfonia núm. 3 (1948)
- Duodecimet (1950), editat pòstumament per René Leibowitz

## Discografia
El 2011 el seu quartet de corda núm. 1 i el seu 'Notturno per a alt i piano' van ser editats en CD pel segell de música clàssica cpo. L'any 2013 es van editar en un CD doble el quintet de piano, les tres peces per a piano opus 15, la sonata per a piano de 1923, tres peces de fantasia per a piano, violí i viola així com les cançons op.11 i op.14. cpo un CD amb la Sonata per a piano de Schnabel. El segell Chandos Records va enregistar un CD de la Sonata per a piano de Schnabel el 1996.
També hi ha nombrosos enregistraments amb Arthur Schnabel com a pianista:
- Els 5 Concerts per a piano de Ludwig van Beethoven amb l'Orquestra Simfònica de Londres es van publicar amb el segell Historia.
- L'any 2004 es va publicar una caixa de 20 CD "Klavier Kaiser", en la qual apareixia esmentat en quart lloc com a "gran pianista" i va rebre el seu propi CD. En aquest CD interpreta sonates per a piano de Ludwig van Beethoven i Franz Schubert.[12]
- El 2005 es va publicar una caixa de 4 CD „Artur Schnabel spielt Klavierkonzerte“ (enregistraments de 1936 a 1950).
- El 2005 es va publicar Artur Schnabel - The 1946-47 HMV solo recordings
- L'any 2009 el segell EMI va treure una capsa amb 8 CD, els enregistraments dels quals (tots sols de piano) es van fer entre 1932 i 1950.
- El 2011 es va publicar un CD „Artur Schnabel spielt Klavierkonzerte“ " (enregistrament de 1944/45 amb la Filharmònica de Nova York sota la direcció de George Szell i Alfred Wallenstein).

## Escrits
- My Life and Music. Mineola, NY: Dover Publications. Reimprès 1988. ISBN 0-486-25571-9. Transcripcions de les dotze conferències impartides per Schnabel a la Universitat de Chicago el 1945.
- Music, Wit, and Wisdom. Ed. Werner Grünzweig i Lynn Matheson. Hofheim: Wolke, 2009. ISBN 978-3-936000-53-5. Nova edició de My Life and Music, revisada segons les fonts conservades a l'Arxiu de Música de l'Akademie der Künste, Berlín..
- Music and the Line of Most Resistance.. Rev. i editada. Ed. Lynn Matheson i Ann Schnabel Mottier. Hofheim: Wolke, 2007. ISBN 978-3-936000-51-1. Publicat per primera vegada per Princeton University Press, 1942. Transcripcions de conferències que Schnabel va donar a la Universitat Harvard ia la Universitat de Chicago.